# Musa Qazimi
Musa Qazimi (ur. 1864 w Tiranie, zm. 7 lipca 1915 w Durrësie) – albański nauczyciel, burmistrz i mufti Tirany.

## Życiorys
W 1893 roku ukończył naukę w medresie, pracował następnie jako nauczyciel.
Od stycznia 1904 do sierpnia 1908 był burmistrzem Tirany, następnie był jej muftim.
Po wybuchu powstania w Albanii został jego przywódcą. Domagał się usunięcia z albańskiego tronu księcia Wilhelma zu Wieda.
W 1915 roku albański premier Esad Pasza Toptani zarządził aresztowanie wszystkich uczestników powstania oraz karę śmierci dla ich przywódców; z tego powodu Musa Qazimi został powieszony dnia 7 lipca tego roku.